# Иммекат
Иммекат (нем. Immekath) — община в Германии, в земле Саксония-Анхальт. 
Входит в состав района Зальцведель. Подчиняется управлению Клётце.  Население составляет 618 человек (на 31 декабря 2006 года). Занимает площадь 21,34 км².